# Auchenipterus brevior
Auchenipterus brevior är en fiskart som beskrevs av Eigenmann 1912. Auchenipterus brevior ingår i släktet Auchenipterus och familjen Auchenipteridae. Inga underarter finns listade.